# ايمانويل جولدسميث
ايمانويل جولدسميث هو عداء سريع سويسري، (و. 1909 – 1990 م).

## وصلات خارجية
- ايمانويل جولدسميث على موقع أوليمبيديا (الإنجليزية)